# Emprunt (finance)
Pour les articles homonymes, voir Emprunt.
Un emprunt est une dette financière à long terme, alors que les dettes à moyen et court terme sont habituellement appelées « crédits ». Un emprunt est une dette résultant de l'octroi de prêts remboursables à terme (fonds versés en vertu de dispositions contractuelles à l'exception des concours bancaires courants) qui participent, concurremment avec les capitaux propres, à la couverture des besoins de financement durable de l'entreprise.

## Typologie et enjeux

### Typologie
Il est possible de distinguer deux types d'emprunt :
- un emprunt indivis est un emprunt effectué auprès d'un unique prêteur (généralement un établissement financier). Il s'oppose ainsi à l'emprunt obligataire[1] ;
- un emprunt obligataire est un emprunt qui naît de l'émission d'obligations qui sont réparties entre de nombreux prêteurs. C'est donc un emprunt réservé aux entreprises importantes qui peuvent rassurer les investisseurs.

Le terme d'emprunt est antonyme de prêt pour celui qui fournit l'argent. Pour le prêteur, c'est une créance (un crédit), pour l'emprunteur, c'est une dette.

### Enjeux
L'emprunt permet le financement en préservant le droit de propriété de « l'acquéreur-emprunteur » sous couvert néanmoins d'éventuelles conditions de garanties. L'emprunt permet de donner une facilité de paiement aux ménages et financer l'investissement des entreprises privées.
Il existe toujours une capacité d'endettement maximale, qui dépend surtout du revenu, de la structure juridique, des garanties offertes mais aussi pour l'entreprise de la taille, de la rentabilité, du montant des capitaux propres. L'emprunteur souhaitant emprunter un maximum doit néanmoins s'efforcer de minimiser les risques générés par cet emprunt, aussi bien pour lui-même que pour la collectivité. Parce qu'un emprunteur n'est pas nécessairement rationnel, et que les créanciers peuvent pousser à emprunter plus qu'il n'est soutenable, en fonction des pays, la loi limite le taux d'endettement maximum. Si un fort taux d'endettement est susceptible d'amener une forte rentabilité du point de vue du créancier (plus d'intérêts reversés, voir subprime), il se pose tout de même un sérieux problème de confiance lié à la capacité réelle des emprunteurs à rembourser leurs dettes. Limiter le taux d'endettement maximal permet de limiter les situations de surendettement générant une perte de confiance du marché et une augmentation du risque collectif.
Au niveau de la stratégie d'entreprise, l'emprunt représente une dépendance vis-à-vis de son environnement extérieur qu'elle s'efforcera de diminuer[réf. nécessaire]. A contrario, certaines activités, notamment immobilière, peuvent avoir intérêt à recourir à l'endettement.

## Caractéristiques des empruntsindivis
Un emprunt indivis est un emprunt effectué auprès d'un unique prêteur. Le remboursement suit des modalités d'amortissement et de paiement d'intérêt stipulées dans le contrat (voir plan de remboursement). Le remboursement de l'emprunt recouvre deux sommes différentes :
- l'amortissement est le remboursement du capital emprunté, sans prendre en compte les intérêts (la rémunération du prêteur) ;
- l'intérêt est la rémunération pour le prêteur.

Toutefois, le terme d’amortissement peut également désigner, selon le contexte, le remboursement du prêt dans sa globalité (capital + intérêts).
La façon dont ces deux sommes vont être remboursées est conditionnée par le plan de remboursement :
- l'amortissement in fine consiste à rembourser capital et intérêts en une seule fois, à échéance du prêt ;
- l'amortissement par annuités, qui peut être à amortissement constant ou à annuités constantes (voir détails ci-après).

L'annuité est la somme décaissée par période conventionnelle pour le remboursement du capital et le paiement de la charge d'intérêt. Le terme d'annuité ne préjuge pas de la durée de la période choisie. Classiquement, on emploie le terme de mensualité lorsque les paiements ont lieu chaque mois ; trimestrialité ou semestrialité sont peu usités et annuité devient le terme générique, même pour des trimestres.
Annuité = amortissement du capital à la fin de la période + intérêts dû pour la période.

### Calcul de l'intérêt
Habituellement, l'intérêt dû pour une période est calculé comme le produit du taux par période et du capital restant dû au début de la période : on parle d'intérêt « à terme échu ». Cependant, certaines cultures privilégient un intérêt calculé sur la base du capital restant dû à la fin de la période considérée : ceci est désigné comme intérêt « à terme à échoir. » Les formules décrites dans la suite de cet article, qui utilisent la convention « à terme échu », doivent être alors légèrement modifiées.

### Types de remboursementindivis
Il y a trois formules : remboursement in fine, amortissement constant (même portion de capital remboursée chaque année) ou annuité constante (même annuité chaque année).

#### L'empruntin fine
L'intérêt est échu à la fin de chaque période. Il est proportionnel à la dette, et il est fonction de la durée (bien souvent, il y sera proportionnel). Si à cette date intervient un paiement (échéance) supérieur à l'intérêt, le capital (dette) s'amortit de la différence ; il augmente de cette différence si le paiement est inférieur à l'intérêt.
Algébriquement : Montant dû à l'échéance = Intérêt (+/- Amortissement si nécessaire)
Nouveau Capital = Ancien capital (+/- Amortissement si nécessaire)
Valeur actualisée du capital = Ancien capital + Intérêt (+/- Amortissement si nécessaire qui représente l'influence de l'actualisation choisie par les apporteurs de capitaux).
Cette équation peut-être considérée comme le fondement moderne de tout raisonnement actuariel. De proche en proche, on arrive ainsi à l'égalité des flux actualisés entrants et sortants lorsque le prêt est remboursé. Elle permet de reconstruire toutes les formules financières, obligataires, etc.
Les intérêts diminuent avec le temps et les amortissements, et ils peuvent être déductibles fiscalement, ce qui allège plus fortement le poids réel des premières années de remboursement. Par exemple, il en est ainsi d'un investissement immobilier dans le cadre de la loi de Robien et généralisé à tout emprunt immobilier contracté avant mai 2007.

#### L'empruntindivisà amortissement constant
L'amortissement chaque année est constant. Cet emprunt simple à calculer peut avoir un intérêt fiscal ou de trésorerie, mais reste marginal par rapport à l'annuité constante.
Pour une somme {\displaystyle {{K}_{0}}} empruntée pendant {\displaystyle n} années aux taux {\displaystyle r} et remboursée annuellement, l'amortissement {\displaystyle \Delta K}, constant, est naturellement :
{\displaystyle \Delta K={\frac {{K}_{0}}{n}}}
Les intérêts pour l'année {\displaystyle i} (on commence avec l'année 1) valent ainsi : {\displaystyle {{I}_{i}}=r{\frac {{{K}_{0}}(n-i+1)}{n}}}
Et l'annuité {\displaystyle a_{i}} se déterminent par la formule :
{\displaystyle {{a}_{i}}={{a}_{1}}-({{K}_{0}}{\frac {r}{n}})(i-1)}
Chaque année, les intérêts décroissent comme une suite arithmétique de raison
{\displaystyle -r{\frac {K_{0}}{n}}} et de premier terme {\displaystyle {K_{0}}{r}}.
Les annuités décroissent aussi comme une suite arithmétique de même raison mais de premier terme {\displaystyle {K_{0}}{r}+\Delta {K}}.
N.B. : Il est sous-entendu ici que la durée de l'année, ou de la période si celle-ci est le mois, le trimestre, le semestre…, est conventionnellement constante, sans tenir compte des fluctuations du calendrier. Tous ces calculs sont alors approximatifs par rapport aux durées réelles.
Certains logiciels permettent notamment d'obtenir des crédits directement imputables dans les normes IAS/IFRS.

#### L'empruntindivisà annuité constante
Cet emprunt est très courant pour les ménages et entreprises. Il est plus facile de valoriser le niveau de risque subi par l'établissement financier lorsque la somme payée par l'emprunteur est constante.
Dans ce cas, on calcule le montant d'une annuité {\displaystyle A} en fonction du capital prêté {\displaystyle K_{0}}, du taux d'intérêt {\displaystyle r}, de la périodicité {\displaystyle p} (nombre de paiements annuels) et de la maturité résiduelle en année {\displaystyle n}, grâce à la formule suivante :
{\displaystyle A={K}_{0}{\frac {\frac {r}{p}}{1-{{\left(1+{\frac {r}{p}}\right)}^{-n{p}}}}}}
Cette formule s'obtient en calculant la valeur actuelle d'une rente temporaire de flux constant.
En effet, on a les relations suivantes pour toute période {\displaystyle 1\leq i\leq n} :
{\displaystyle \left\{{\begin{aligned}&{{I}_{i}}={\frac {r}{p}}{K}_{i-1}\\&\Delta {{K}_{i}}=A-{{I}_{i}}\\&{{K}_{i}}={{K}_{i-1}}-\Delta {{K}_{i}}\\\end{aligned}}\right.}
où :
- {\displaystyle K_{i}} représente le capital restant à rembourser après le paiement de l'annuité {\displaystyle i} ;
- {\displaystyle \Delta K_{i}} est la part d'amortissement de la {\displaystyle {{i}^{{\grave {e}}me}}} annuité ;
- {\displaystyle I_{i}} est la part des intérêts de la {\displaystyle {{i}^{{\grave {e}}me}}} annuité.

Alors, on remarque que la suite {\displaystyle (\Delta K_{i})} est une suite géométrique de raison {\displaystyle (1+{\frac {r}{p}})} et de premier terme {\displaystyle A-{\frac {r}{p}}K_{0}}. En effet :
{\displaystyle {\begin{aligned}&\Delta {{K}_{i+1}}=A-{{I}_{i+1}}\\&=A-{\frac {r}{p}}{{K}_{i}}\\&=A-{\frac {r}{p}}\left({{K}_{i-1}}-\Delta {{K}_{i}}\right)\\&=\left(a-{\frac {r}{p}}{{K}_{i-1}}\right)+{\frac {r}{p}}\Delta {{K}_{i}}\\&=\Delta {{K}_{i}}+{\frac {r}{p}}\Delta {{K}_{i}}\\&=\left(1+{\frac {r}{p}}\right)\Delta {{K}_{i}}\end{aligned}}}
Donc nous pouvons en déduire l'amortissement en capital tel que :
{\displaystyle K_{i+1}=K_{i}\left(1+{\frac {r}{p}}\right)-A}
De plus, grâce à la relation {\displaystyle K_{0}=\sum _{i=1}^{N}\Delta K_{i}} qui lie le capital emprunté et la somme des {\displaystyle n} termes de la suite géométrique {\displaystyle (\Delta K_{i})}, on a :
{\displaystyle {{K}_{0}}=\left(A-{\frac {r}{p}}{{K}_{0}}\right){\frac {{{\left(1+{\frac {r}{p}}\right)}^{n{p}}}-1}{\frac {r}{p}}}}
D'où :
{\displaystyle A={\frac {{\frac {r}{p}}{{K}_{0}}}{{{\left(1+{\frac {r}{p}}\right)}^{n{p}}}-1}}+{\frac {r}{p}}{{K}_{0}}={\frac {{\frac {r}{p}}{{K}_{0}}{{\left(1+{\frac {r}{p}}\right)}^{n{p}}}}{{{\left(1+{\frac {r}{p}}\right)}^{n{p}}}-1}}={\frac {{\frac {r}{p}}{{K}_{0}}}{1-{{\left(1+{\frac {r}{p}}\right)}^{-n{p}}}}}}

### Comptabilisation des empruntsindivis
Pour les entreprises (hormis les établissements de crédit) l'emprunt est un passif à enregistrer au crédit en contrepartie d'un apport en banque.
Selon les normes internationales les emprunts peuvent être des passifs non courants (c'est-à-dire non liés au cycle normal d'exploitation ou dont l'échéance excède 12 mois) ou courants en fonction de leurs durées.
| Intitulé de compte           | Débit | Crédit |
| ---------------------------- | ----- | ------ |
| Banque                       | ...   |        |
| Commission bancaire (charge) | ...   |        |
| Emprunt indivis              |       | ...    |

À l'échéance un intérêt est à constater.
| Intitulé de compte         | Débit | Crédit |
| -------------------------- | ----- | ------ |
| Charge d'intérêt d'emprunt | ...   |        |
| Banque                     |       | ...    |

En France (contrairement aux normes internationales), la commission bancaire peut être reprise dans un compte de régularisation et de transfert puis répartie sur une durée au maximum de l'emprunt.
À la clôture de l'exercice, un intérêt couru est constaté pour représenter l'appauvrissement latent de l'intérêt à payer à la prochaine échéance.

### Garanties des empruntsindivis
Le financier peut demander à l'emprunteur des garanties de divers ordres. Ainsi, en cas de non remboursement du prêt par l'emprunteur, les banques disposeront de solutions rendant plus aisée la récupération des fonds qu'elles ont avancés.
En premier lieu, le prêteur s'assurera de la solvabilité de l'emprunteur via une garantie de flux, qui correspond le plus souvent en la quantité (montant) et la qualité (type de contrat de travail, ancienneté de l'entreprise, etc.) de ses revenus. Vient ensuite la garantie de stock, qui peuvent prendre diverses formes comme le cautionnement, le gage, le nantissement, l'hypothèque, le privilège de prêtreur de denier, etc.
Les garanties sont alors « personnelles » comme le cautionnement ou « réelles », c'est-à-dire liées sur une valeur comme une hypothèque sur un immeuble, des obligations, des warrants ou des créances (escompte).
(personnelles telles que caution ou réelles telles que nantissement, gage ou hypothèque en fonction de la nature du bien).

## Caractéristiques des emprunts obligataires
Les emprunts obligataires sont des emprunts qui naissent de l'émission d'obligations qui sont réparties entre de nombreux prêteurs. Ce sont donc des emprunts réservés aux entreprises importantes car la confiance dans l'entreprise émettrice est fondamentale.
- L'amortissement est le remboursement du capital sans prendre en compte les charges d'intérêt. Il représente le nombre d'obligations amorties de la période (N) par la valeur nominale de l'obligation (C).
- L'intérêt est la dette obligataire restant à payer en début de période par le taux d'intérêt.
- L'annuité (ou la mensualité, trimestrialité, etc.) est la somme décaissée périodiquement pour le remboursement et la charge d'intérêt.

Annuité = amortissement des obligations+ intérêts

### Modalités de remboursement
Nous retrouvons les trois formules : remboursement in fine, amortissement constant (même portion de capital remboursée chaque année) ou annuité constante (même annuité chaque année).

#### Le créditin fine
L'intérêt se règle avec les premières annuités constantes.
Le capital est remboursé soit en une fois après le paiement des intérêts, soit avec les annuités suivantes.

#### L'emprunt obligataire à amortissements constants
L'amortissement chaque année est constant. Les formules expliquées dans la section amortissement constant indivis peuvent être appliquées avec certaines particularités.
L'amortissement périodique Am de l'emprunt est déterminé par la formule (mêmes symboles) :
{\displaystyle Am_{1}=N_{1}\times C={\frac {K_{0}}{n}}}
Deux particularités doivent être notées pour ce type d'amortissement, souvent dénommé par séries égales :
- il est très fréquent que l'amortissement par séries égales ne débute qu'après un différé de quelques années, souvent un tiers de la durée globale de l'emprunt ;
- par ailleurs, pour assurer l'égalité des porteurs d'obligations, le choix des titres à amortir pour une période donnée fait l'objet d'un tirage au sort. Ainsi, à la date de souscription, l'espérance mathématique de la valeur actuelle de chaque titre est identique.

#### L'emprunt obligataire à annuités quasi constantes
Les formules expliquées dans la section annuités constantes indivis peuvent être appliquées avec certaines particularités. Le nominal de chaque titre à amortir étant fixe, par exemple 1 000 €, le calcul du montant à amortir par période n'est qu'approximatif ; mais, pour une émission comprenant un grand nombre de titres, cette approximation est négligeable.
L'amortissement de la période 1 :
{\displaystyle Am_{1}={\frac {N_{0}\times (1+r)}{(1+r^{i})}}}
Avec N nombre d'obligations à un moment donné.

### Comptabilisation des emprunts obligataires
L'emprunt obligataire a comme caractéristique importante d'imposer parfois une prime de remboursement (différence entre le prix de remboursement et le prix d'émission) en plus de la constatation de l'emprunt.
Il est normalement nécessaire de constater deux écritures différentes à la date de souscription et à la date de libération, ce qui sépare la constatation de la prime de remboursement et la constatation des commissions. D'une manière simplifiée, cela est enregistré de la façon suivante :
| Intitulé de compte           | Débit | Crédit |
| ---------------------------- | ----- | ------ |
| Banque                       | ...   |        |
| Commission bancaire (charge) | ...   |        |
| Prime de remboursement       | ...   |        |
| Emprunt obligataire          |       | ...    |

À l'échéance un intérêt est à constater, comme pour les emprunts indivis.
En France (contrairement aux normes internationales), la commission bancaire peut être reprise dans un compte de régularisation et de transfert puis répartie sur une durée au maximum de l'emprunt.
À la clôture de l'exercice, un intérêt couru est constaté pour représenter l'appauvrissement latent de l'intérêt à payer à la prochaine échéance.
À la clôture de l'exercice, la prime de remboursement doit être amortie et inscrite en charge.

### La convertibilité, remboursement et bons des emprunts obligataires
Les emprunts obligataires peuvent être assortis de clause permettant la conversion ou le remboursement en d'autres actions ou obligations (OCO, OCA, ORA). Les obligations convertibles doivent être prévues à l'origine du contrat. Elles sont fixées par l'assemblée générale extraordinaire. La possibilité de non conversion doit être prévue (sauf dans le cas des obligations remboursables en action). En cas de soulte, elles doivent être vérifiées par le commissaire aux comptes.
Il existe des emprunts à fenêtres à taux fixe, dont les périodes ont des options de sorties. Les pénalités de sorties sont dégressives.
Des bons de souscription peuvent être attachés aux emprunts obligataires afin qu'ils permettent cet exercice avant péremption du droit de souscription de l'action ou de l'obligation attachée.

## Abus dans le crédit
Les prêts prédateurs sont une forme d'abus dans l'octroi de prêts. Il s'agit généralement d'accorder un prêt afin de mettre l'emprunteur dans une position où l'on peut obtenir un avantage sur lui ; les prêts hypothécaires à risque et les prêts sur salaire sont deux exemples, où le prêteur n'est pas autorisé ou réglementé, le prêteur pourrait être considéré comme un usurier.
L'usure est une autre forme d'abus, où le prêteur facture des intérêts excessifs. Dans différentes périodes et cultures, le taux d'intérêt acceptable a varié, allant d'aucun intérêt à des taux d'intérêt illimités. Les sociétés de cartes de crédit de certains pays ont été accusées par des organisations de consommateurs de prêter à des taux d'intérêt usuraires et de gagner de l'argent grâce à des « frais supplémentaires » frivoles.

## Analyse financière: critères d'endettement des entreprises
L'emprunt crée un niveau de dépendance vis-à-vis de l'environnement extérieur. L'analyse financière de la finance d'entreprise permet de réaliser un certain nombre de comparaisons. Exemples d'indicateurs liés aux emprunts :
- la capacité d'endettement : les gains de l'emprunteur influencent sa capacité d'endettement (pour les entreprises l'EBE peut être le montant de l'annuité maximale à payer) ;
- le ratio de structure financière.

Pour juger de l'endettement d'une société, les banques se basent souvent sur le ratio Dettes/Capitaux propres (D/CP) de l'entreprise. Le niveau acceptable de D/CP d'une entreprise varie en fonction de la rentabilité de son activité.
Pour illustrer, un ratio de 1 sera jugé important dans un secteur d'activité peu rentable mais faible dans un secteur d'activité très rentable. En effet, la rentabilité du secteur d'activité agit directement sur la capacité de l'entreprise à rembourser sa dette. Il ne faut pas perdre de vue que le niveau de dette de l'entreprise influence directement le niveau de charges financières qu'elle supporte ;
- le ratio d'autonomie financière ;
- le taux de couverture de la dette, souvent mieux connu par l'anglicisme DSCR, qui exprime le ratio entre la marge dégagée par un projet et les annuités à verser au titre de l'endettement.